# Kyle Smith (piloot)
Kyle Scott Smith (Albany (Ohio), ca. 1920 – Apeldoorn, 26 november 1944) was een Amerikaanse tweede luitenant en gevechtspiloot.

## Biografie
Na zijn studie aan de universiteit van Ohio ging Smith in dienst bij de Amerikaanse legerluchtmacht en in maart 1944 had hij op Marfa Airport in Texas zijn opleiding als piloot afgerond. Vanaf 27 september 1944 maakte Smith met zijn bemanning deel uit van het 532 Bomb Squadron, dat behoorde tot de 381ste Bomb Group van de achtste Amerikaanse Legerluchtmacht. 
Op 26 november 1944 stortte hij met zijn B-17 bommenwerper Little Guy neer in Apeldoorn. Door tot het allerlaatst in het toestel te blijven wist Smith te voorkomen dat het toestel op de stad neerstortte, waardoor een ramp werd voorkomen. Het vliegtuig crashte uiteindelijk, met Smith er nog in, in de kanovijver van het Boschbad.  
De B-17 was afkomstig van een luchtmachtbasis in Ridgewell, Essex, en op de terugtocht na een missie in Duitsland. Op de heenweg was al een van de vier motoren uitgevallen, door olielekkage. Op de terugweg volgden nummer twee en, boven de IJssel, nummer drie. Op slechts één motor kan een B-17 geen hoogte houden, dus een crash was onvermijdelijk. In het bommenruim zaten nog twee bommen die niet gedropt waren. Op geringe hoogte boven Apeldoorn gaf Smith zijn bemanning opdracht om met hun parachute uit het toestel te springen, maar zelf bleef hij tot het laatste moment het toestel besturen. Hierdoor ontsnapte Apeldoorn aan een catastrofe, en Smith betaalde deze heldendaad met zijn leven. 
Op 26 november 2007 werd nabij de plaats van de crash een monument onthuld ter nagedachtenis aan deze gebeurtenis.